# Касаева, Зарема Абукаровна
Зарема Абукаровна Касаева (род. 25 февраля 1987) — российская тяжёлоатлетка, Заслуженный мастер спорта России, бронзовый призёр Олимпиады — 2004 (Афины).

## Биография
Первый тренер — Т. Дзуцев. Впоследствии тренировалась у О. Федяева.

## Достижения
- Чемпионка России — 2002.
- Серебряный призёр чемпионата Европы среди юниоров — 2001.
- Чемпион Европы среди юниоров — 2002.
- Бронзовый призёр чемпионата Европы среди юниоров — 2003.
- Чемпион мира — 2005.
- Мировой рекорд — 157 кг (толчок).
- Бронзовый призёр чемпионата мира — 2006.
- Бронзовый призёр Игр XXVIII Олимпиады в Афинах — 2004.